# Spermophaga ruficapilla
Il becco azzurro testa rossa (Spermophaga ruficapilla Shelley, 1888) è un uccello passeriforme appartenente alla famiglia Estrildidae, diffuso in Africa.

## Etimologia
Il nome scientifico della specie, ruficapilla, dal quale deriva anche il suo nome comune, deriva dal latino e significa "dai capelli rossi", in riferimento alla livrea di questi uccelli.

## Descrizione

### Dimensioni
Misura fino a 14 cm di lunghezza, coda compresa.

### Aspetto
Si tratta di uccelli dall'aspetto massiccio, muniti di grandi occhi e di un forte e robusto becco conico.

Nel maschio il piumaggio è di colore nero lucido sulla maggior parte del corpo, meno che su mento, gola, petto, fianchi e codione, che si presentano di color rosso scarlatto: la femmina si presenta simile al maschio, tuttavia la colorazione rossa è meno estesa e brillante ed il ventre è biancastro con le penne orlate di nero, come nelle altre specie di becco azzurro.

## Biologia
Si tratta di uccelli diurni, che vivono da soli o in coppie, o al più in piccoli gruppi familiari che contano 4-6 esemplari, costituiti dalle coppie coi nidiacei non ancora del tutto indipendenti: essi passano la maggior parte della giornata alla ricerca di cibo fra la vegetazione.

### Alimentazione
Questi uccelli sono essenzialmente granivori, prediligento i piccoli semi di graminacee, dei quali non hanno problemi a spezzare l'involucro grazie al forte becco: la loro dieta si compone inoltre di bacche, frutta e sporadicamente anche d'insetti ed altri piccoli invertebrati.

### Riproduzione
La stagione riproduttiva cade generalmente durante la fase finale della stagione delle piogge: ambedue i sessi collaborano alla costruzione del nido, che ha forma sferica, si compone di fibre vegetali intrecciate e foderato internamente con muschio e piume, e viene collocato nel folto della vegetazione. Al suo interno la femmina depone 3-4 uova biancastre, che vengono covate alternativamente da ambo i sessi per 14-16 giorni. I pulli, ciechi ed implumi alla schiusa, vengono allevati da entrambi i genitori, e sono in grado d'involarsi attorno al ventesimo giorno di vita: essi tendono tuttavia a rimanere nei pressi del nido per altre 2-3 settimane, passando la notte al suo interno assieme ai genitori e chiedendo sempre più sporadicamente loro l'imbeccata.

## Distribuzione e habitat
Il becco azzurro testa rossa è diffuso in un areale che va dall'Angola al Kenya e alla Tanzania occidentali, dove questa specie è diffusa nelle aree alberate con ricco sottobosco e presenza di radure erbose e cespugliose più o meno estese, fino a 2000 m d'altitudine: questi uccelli si dimostrano meno timidi rispetto alle altre specie congeneri, colonizzando anche piantagioni, aree coltivate e giardini e aprchi delle zone periferiche urbane.

## Tassonomia
Sono state distinte due sottospecie:
- Spermophaga ruficapilla ruficapilla, la sottospecie nominale, diffusa dal Centrafrica sud-orientale, dal Sudan meridionale e dall'Uganda fino al Kenya, alla Tanzania occidentale, alla Rep. Dem. del Congo meridionale e all'Angola settentrionale;
- Spermophaga ruficapilla cana Friedmann, 1927, endemica dei Monti Usambara, in Tanzania nord-orientale;